# 大美晚报
《大美晚报》（英語：Shanghai Evening Post and Mercury）是20世纪上半叶美国侨民在上海发行的一份著名英文报纸。

## 历史
1929年4月16日在上海创刊，前身为《大晚报》(Evening News)，英文初名Shanghai Evening Post。1930年8月13日，合并英文《文汇报》（Shanghai Mercury）后，英文报名改称Shanghai Evening Post and Mercury。1936年在外文报纸中发行量仅次于《字林西报》（North China Daily News），超过《上海泰晤士报》（Shanghai Times）。该报以旅沪美国侨民为主要读者对象，着重报道美国和其他西方侨民在中国的活动。每日下午出版，14页左右。报馆设于爱多亚路21号（天主堂街口，今延安东路、四川南路口），位于法租界境内，面对公共租界。1931年美国记者高尔德（1898-）任总编辑。美商友邦保险董事长C.V.史带任发行人。
1933年1月16日，《大美晚报》增出中文版。1937年12月1日，又增出中文《大美晚报晨刊》，经常发表宣传抗日文章。1939年8月30日下午，《大美晚报》中文版副刊《夜光》编辑朱惺公（1900-1939）因宣传抗日，连载《汉奸史话》，在上海天后宫桥（河南路桥）被极司非尔路76号特务杀害。1940年7月19日下午，《大美晚报》总编辑张似旭在静安寺路（今南京西路）德国起士林咖啡馆楼上被76号特务开枪打死。几天以后，总经理李俊英在四川路上也被枪杀。8月19日，《大美晚报》国际新闻编辑程振璋也在法租界西爱咸斯路（今永嘉路）金神父路（今瑞金二路）口遭特务暗杀，21日身亡。1940年，史带离开中国。
《大美晚报》面对威胁，仍坚持出版到太平洋战争爆发，高尔德返回美国。1941年12月日军占领租界后，接管《大美晚报》，作为占领军在上海的英文报纸，后更名为《上海报》。1943年高尔德到重庆恢复《大美晚报》。1945年8月日本投降后，高尔德返沪恢复《大美晚报》。1949年5月，解放军攻占上海后，上海市军事管制委员会警告他不可“报道不实”，6月下旬，《大美晚报》停刊。

## 额外来源
- French, Paul. Carl Crow, a Tough Old China Hand: The Life, Times, and Adventures of an American in Shanghai. 香港大學出版社, February 15, 2007. ISBN 9622098029, 9789622098022.
- Hyde, Robin. Introduced and selected by Gillian Boddy and Jacqueline Matthews. Disputed Ground: Robin Hyde, Journalist. Victoria University Press, 1991. ISBN 086473204X, 9780864732040.
- Tucker, Nancy Bernkopf. Patterns in the Dust: Chinese-American Relations and the Recognition Controversy, 1949-1950. 哥倫比亞大學出版社, 1983. ISBN 0231053622, 9780231053624.
- "Where U. S. newsmen block the road of Japanese ambition." 《生活》. Time Inc., October 21, 1940. Volume 9, Number 17. ISSN 0024-3019.
- Yu, Maochun. The Dragon's War: Allied Operations And the Fate of China, 1937-1947. Naval Institute Press, August 21, 2006. ISBN 1591149460, 9781591149460.